# Гіршбах (Баварія)
Гіршбах (нім. Hirschbach) — громада в Німеччині, розташована в землі Баварія. Підпорядковується адміністративному округу Верхній Пфальц. Входить до складу району Амберг-Зульцбах. Складова частина об'єднання громад Кенігштайн.
Площа — 26,76 км2. Населення становить 1183 ос. (станом на 31 грудня 2020).

## Галерея

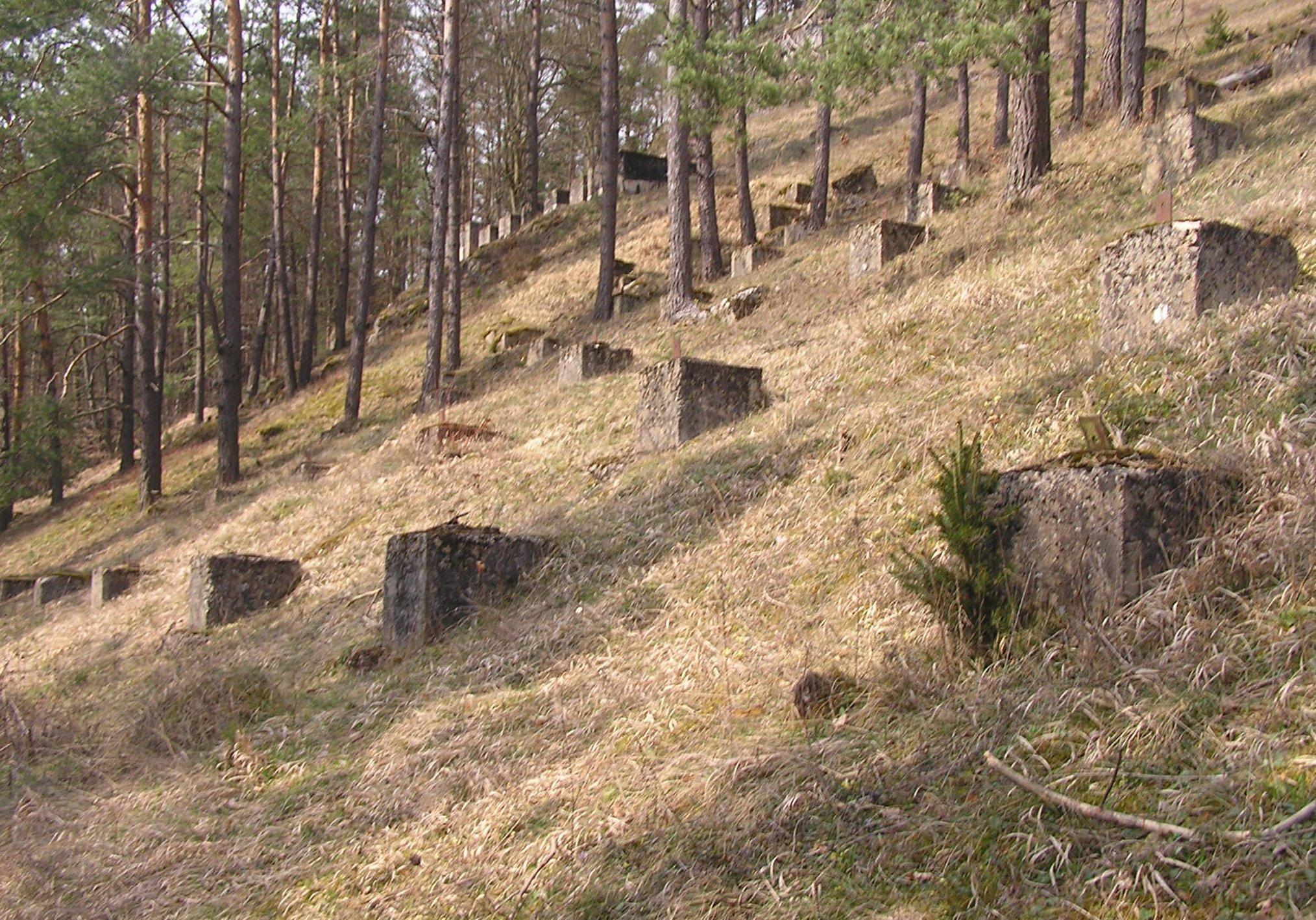